# Jean Marie del Moral
Jean Marie del Moral est un photographe hispano-français, né en 1952 dont les portraits d'artistes et photographies d'ateliers font l'objet d'expositions, de livres et de parutions dans les magazines internationaux.

## Biographie

### Enfance et Adolescence
Jean Marie del Moral est né en 1952 à Montoire-sur-le-Loir d'un père andalou de Jaén et d'une mère catalane de Lleida. Tous deux sont des exilés républicains espagnols, internés en 1939 dans les camps d'Argelès-sur-mer à l'issue de la guerre civile et de la victoire des fascistes. Leurs trois enfants, Carmen, José et Juan Maria - qui deviendra Jean Marie à cause du refus du fonctionnaire de l'état civil d'enregistrer un prénom étranger - sont administrativement espagnols nés en France, conformément au "droit du sang" régissant la nationalité en France à l'époque.
Il passe sa prime enfance dans le Loir et Cher avant que la famille ne s'installe en 1959 à Paris dans le XIe arrondissement tout près du Faubourg Saint Antoine, à l'époque quartier du meuble et des artisans bronziers.
Il est élève à l'école primaire de la rue Trousseau où monsieur Mallet, un instituteur passionné de photographie et d'ornithologie, projette en classe ses propres photographies d'oiseaux. Le gamin de 9 ans, achète pour 2 francs aux puces du marché d'Aligre, un vieil Agfa Box et se lance dans ses premiers tâtonnements photographiques. Déterminé à devenir photographe, il quitte l'école à quatorze ans après son certificat d'études primaires. Il est engagé comme assistant photographe à la SFENA, société d'équipement pour la navigation aérienne, qui conçoit les boîtes noires des avions. Jacques Sapanel, qui dirige le studio photographique, lui enseigne la prise de vues en studio, le maniement de la chambre à soufflet et les techniques du tirage en laboratoire .
Après son service militaire effectué à Tahiti, il acquiert par "option" la nationalité française. Il ne renoncera néanmoins pas à la nationalité espagnole devenant ainsi binational. Il a vingt et un ans lorsqu'il est engagé comme reporter photographe au quotidien communiste l'Humanité dont Jacques Kanapa dirige le service photographique. Del Moral couvre pour le quotidien ou l'Humanité Dimanche l'actualité sociale, les grèves, les manifestations ouvrières et la révolution des œillets au Portugal.

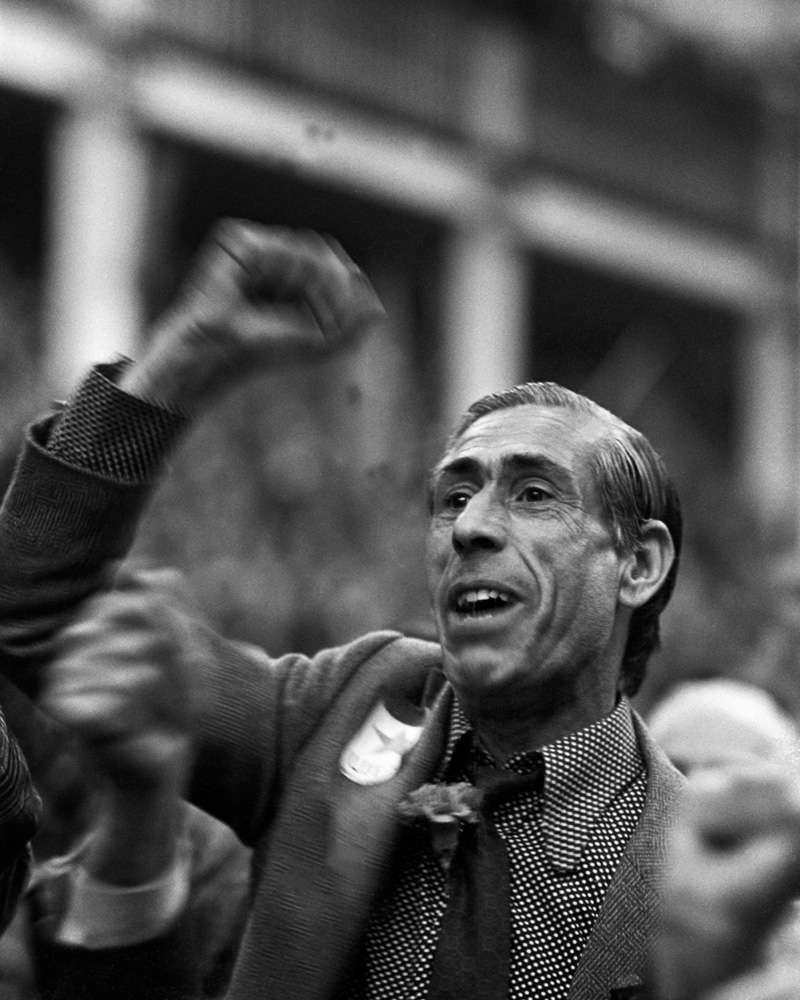
Portugal,1974

### Photographe
En 1974, il s'installe au Québec, à Montréal. Grâce à de fréquents séjours à New York, il découvre au MoMA les œuvres des peintres expressionnistes abstraits américains et les photographies de Paul Strand, Walker Evans, Manuel Alvarez Bravo et Harry Callahan. Il réalise des reportages industriels pour des multinationales canadiennes comme Alcan, Canadian International Paper  et des reportages pour le magazine américain Fortune.
En 1976, année des Jeux Olympiques de Montréal, il est engagé par l'office National du Film du Canada comme photographe de plateau du film officiel dont le réalisateur est Jean Claude Labrecque.
Il se rend en URSS pour photographier le Bolchoï, ses coulisses, ses ateliers de costumes et décors ainsi que Maïa Plissetskaia, Volodia Vassiliev et Ekaterina Maximova.
Il se réinstalle à Paris en 1978 et reprend contact avec la presse de gauche, notamment avec L'Humanité Dimanche, magazine tout en couleur faisant la part belle à la photographie et dont le directeur artistique est le peintre Jean Pierre Jouffroy. Franco disparu, il se retrouve à Barcelone en compagnie du journaliste Michel Boué afin de réaliser pour l'Humanité Dimanche une série de portraits d'intellectuels antifranquistes.

### Photographier les Artistes

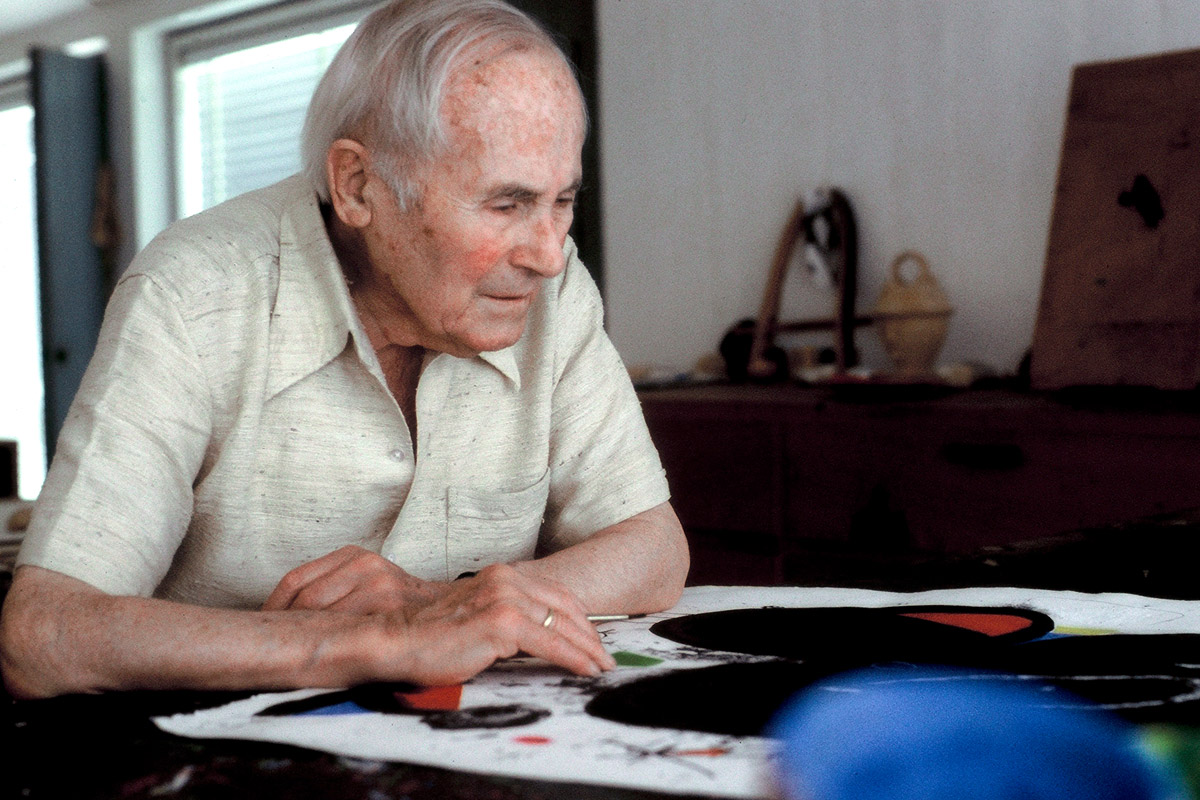
JOAN MIRÓ, 1978

À Barcelone, il rencontre  Joan Miró. Ce dernier accepte de le recevoir dans son atelier de Majorque. "Miró était assis dans un rocking-chair, calme et serein, son regard allant sans cesse des taches de peinture du sol aux tableaux en cours adossés partout dans l'atelier. Je photographiai cet instant-là, celui du peintre silencieux tout comme son atelier'' .
Ebloui par l'atelier et les œuvres en cours occupant tout l'espace, il décide à partir de cette date de photographier les peintres et les sculpteurs et tout particulièrement leur atelier,.
En 1980, à El Vendrell, il rencontre et se lie d'amitié avec le sculpteur catalan Apel.les Fenosa. Exilé républicain espagnol, ami des grands poètes du XXéme siècle, Fenosa était un protégé de Picasso qui lui acheta près de 120 sculptures. Del Moral entame alors entre Paris et El Vendrell une série sur le sculpteur qui ne s’achèvera qu'à la mort de ce dernier à Paris en 1988. Il réunit ces photographies dans "La casa de l'escultor ", livre en édition limitée à 300 exemplaires numérotés, publié par la Fundació Apel.les Fenosa, El Vendrell.
Il photographie les artistes espagnols de "l'Ecole de Paris", tous exilés républicains: Baltasar Lobo, Antoni Clavé, Hernando Viñes, Xavier Valls, Orlando Pelayo ainsi que ceux de la génération suivante ayant fui l'étouffement du franquisme: Antonio Saura, Eduardo Arroyo, Miguel Angel Campano, Antoni Guansé, Jose Subira Puig...
En 1985 il rencontre à Paris le peintre majorquin Miquel Barceló.
"C'était un jour de novembre à Paris, triste et froid. De l'appartement en travaux qu'un collectionneur avait mis à sa disposition Miquel avait fait un atelier éphémère. Des toiles partout, une odeur âcre de peinture et de fixatifs. Il préparait sa première exposition à New York chez le légendaire Léo Castelli. Miquel se mit au travail. Dans le lecteur de cassettes, Jimi Hendrix à fond. Je fis mes photos. Nous n'échangeâmes pas une seule parole. Ensuite, je fis un portrait. Il voulut me montrer les plans de sa maison et de son futur atelier à Majorque. J'ai acheté une montagne me dit-il ".

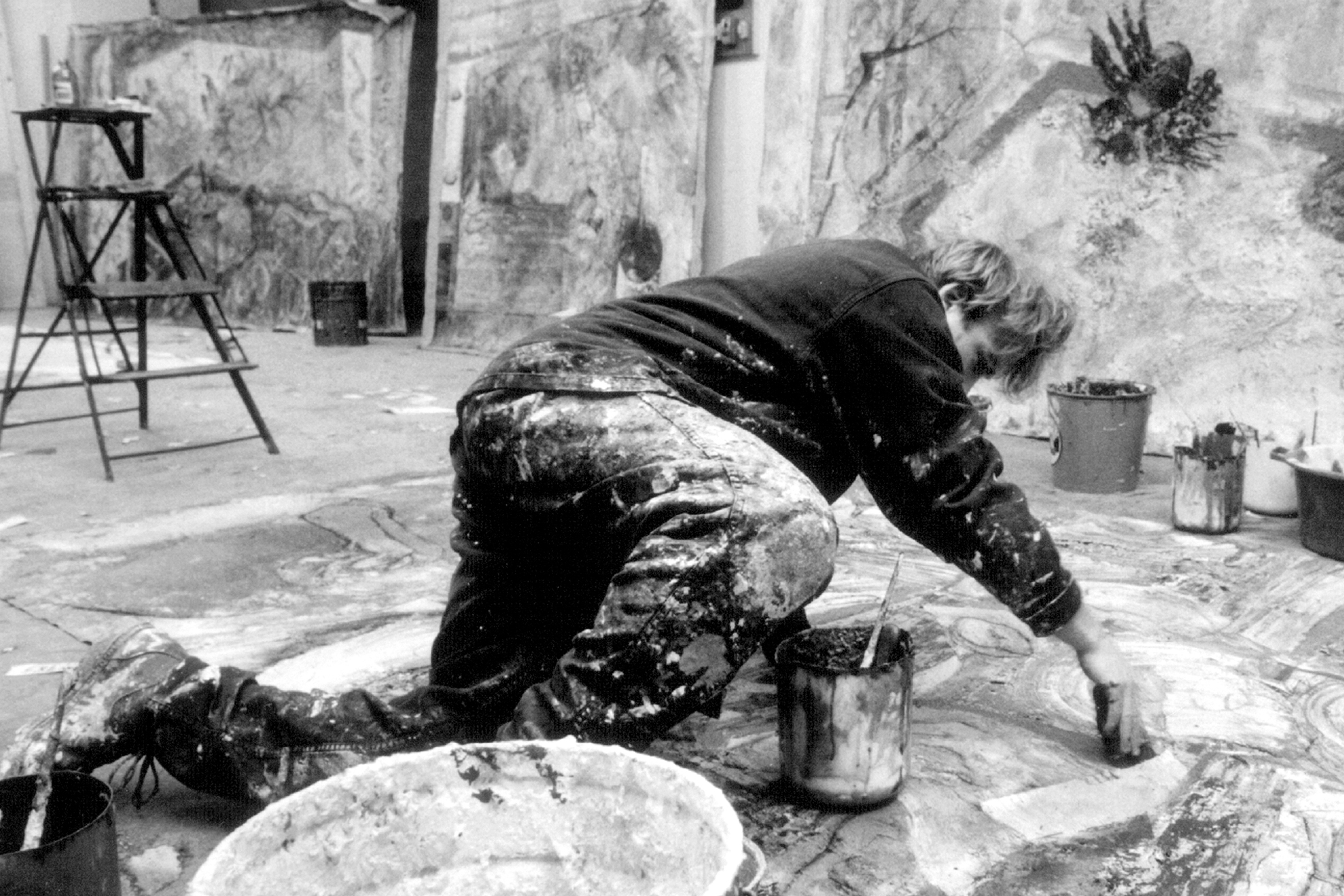
MIQUEL BARCELÓ, 1985

En 1986, il rejoint Miquel Barceló à Barcelone où celui-ci commence ce qui sera sa première œuvre monumentale, une coupole de 20 mètres de diamètre destinée au plafond du Teatre del Mercat de les Flors. La coupole moulée en résine est installée dans un entrepôt désaffecté et retournée comme une gigantesque cuvette. Dans la chaleur d'août, il photographie Barceló peignant un livre déchiré dont les pages arrachées dérivent sur un océan furieux.
En mai 1988, Barceló est au Mali. Il s'est installé à Gao dans une maison de torchis et où, comme à son habitude, il a immédiatement installé un atelier.
Le photographe décide de rejoindre le peintre. Sans aucune assurance de le retrouver sur place, il entreprend néanmoins le voyage de 8 jours aller-retour.
Un autocar brinquebalant le dépose à Gao après une nuit passée à la belle étoile au bord du fleuve Niger. Par chance, Barceló fiévreux n'est pas parti en longue excursion sur le fleuve comme il a l'habitude de le faire.

### Livres, Magazines, Expositions
La Galerie Eude expose à Barcelone en 1988 trente-cinq de ses photographies sur Barceló.
De passage à Barcelone, découvrant cette série, Claude Hudelot qui vient d'être nommé quelques mois auparavant directeur artistique des Rencontres Internationales de la Photographie en Arles décide de l'inclure dans la prochaine édition des Rencontres. L'exposition a lieu à l'été 1988 à La Chapelle Saint-Martin du Méjean.
En 1990, il photographie Robert Motherwell  dans son atelier du Connecticut, Sam Francis à Santa Monica et l'année suivante Roy Lichtenstein dans son atelier de New York.
Il photographie le peintre Richard Texier, installé à l’automne 1990, et pour un mois dans un atelier éphémère au coeur d’entrepôts désaffectés du quai de la Gare dans le XIIIème arrondissement de Paris. Ces entrepôts Pignat se trouvaient à l'exact endroit de ce qui est aujourd'hui le patio de lecture de la Grande Bibliothèque de France. Texier y entreprend une série de tableaux de grand format qu'il travaille au sol. Fin novembre, les entrepôts sont détruits en vue du futur chantier de la Grande Bibliothèque. Les photographies sont réunies dans un livre "Richard Texier", texte et photographies Jean Marie del Moral, éditions Aaltus Cassendi,1991.
Del Moral retourne au Mali, à Ségou et retrouve en avril 1991 Miquel Barceló dans une ancienne maison coloniale située au bord du fleuve Niger.
À partir de ses photographies et des images filmées à Ségou en super 8 mm, Del Moral réalise un documentaire de 26 minutes: "les ateliers de Barceló" produit par Arkadin productions. Le film sera sélectionné et présenté à Paris en 1992 à la Biennale Internationale du Film sur l'Art au Centre Georges Pompidou et en 1994 à Lisbonne à la Fondation Calouste Gulbenkian lors de la Bienal do Filme sobre Arte.
Son travail ne se limite cependant pas aux artistes et aux ateliers. Comme de nombreux photographes de sa génération, il a collaboré avec de nombreux magazines internationaux tels que Vogue, Fortune, El País Semanal, Beaux-Arts Magazine, Ambiente, Elle, Town and Country, l'Expansion, Madame Figaro, Travel and Leisure, AD, Departures, ForbesLife, The World of Interiors, ArtKunstmagazin, Holiday, Icon. Il est l'auteur des photographies d'une soixantaine de livres de commande sur l'art de vivre ou la cuisine, publiés par les éditions du Chêne, Flammarion, Thames and Hudson, La Martinière, Actes-Sud, Aubanel, Assouline, Phaidon, Rizzoli, Harvill Press. Au travail sur les artistes et les ateliers, à celui pour la presse ou les éditeurs, il convient encore d'ajouter toutes ses recherches personnelles sur le paysage urbain, la nature, le portrait, l'architecture.

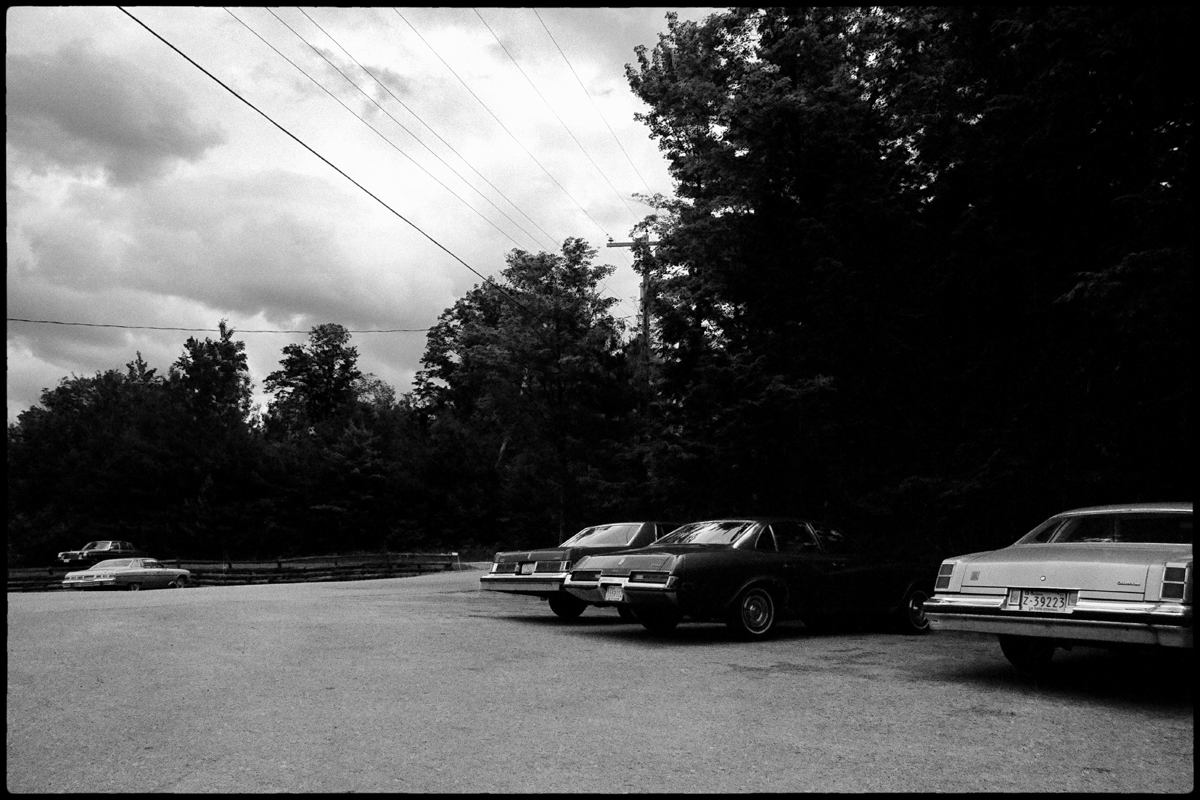
AYERS CLIFF, QUÉBEC, 1973

Au mois de février 2000, il rejoint à nouveau Miquel Barceló au Mali, cette fois au coeur du Pays Dogon où les villageois ont construit pour le peintre un atelier au sommet d'une falaise. La même année, il voyage au Mexique avec le critique d'art Laurent Boudier pour visiter le peintre californien James HD Brown qui vit depuis dix ans avec sa famille à Oaxaca dans une hacienda au milieu du désert. Le bâtiment avec son patio, ses arcades baroques, sa chapelle et ses hauteurs de plafond évoque un monastère espagnol perdu au milieu du llano. Le peintre travaille alors à sa série des "Planètes". Les photographies sont publiées sur 6 pages dans Vogue Germany.
Thomas Neurath qui dirige à Londres les éditions Thames and Hudson feuillette à Paris une maquette entièrement conçue par Jean Marie del Moral, projet d’un photo-livre sur Miquel Barceló. Après avoir tourné seulement quelques pages, Il accepte de le publier. Avec une préface de Patrick Mauriés, le livre retrace17 ans de photographies sur les différents ateliers de Barceló, de Paris à Barcelone, de Gao à Farrutx, de Ségou au Pays Dogon, d’Artà à Palerme, des Rairies à Lanzarote.
"Barceló, photographs by Jean Marie del Moral" est publié en 2003 par Thames and Hudson. Suivent trois co-éditeurs: La Fàbrica en Espagne en 2004, Actes-Sud en France en 2004 et Steidl en Allemagne en 2004. En Espagne, trois expositions accompagnent la publication du livre. La première a lieu en 2004 à Valence à l'IVAM Instituto Valenciano de Arte Moderno, la seconde à Madrid au Centro Cultural Conde Duque et la troisième à Valladolid à la Sala San Benito. L'exposition voyage ensuite au Portugal, à Lisbonne au Museu da Cidade.
Il est l'invité en 2006 du projet photographique " Cuenca en la Mirada" où chaque année, un photographe est sélectionné pour réaliser une série sur Cuenca et la région Castilla La Mancha en Espagne. En 2008, en compagnie de la journaliste Laeticia Cénac, il photographie dans leur atelier à Pékin pour Madame Figaro les peintres Yue Minjun, Zhang Xiaogang, Zeng Fanzhi et Ai Weiwei. Il épouse Catherine de Montalembert de Cers et le couple s’installe à Majorque en 2013. La même année, un portfolio de dix pages est publié dans la revue Matador sur "Le Club Silencio" conçu à Paris par David Lynch. Il voyage aux Etats-Unis, en Corée, en Chine et à Singapour. "The Miró Eye"; livre qui regroupe ses photographies sur les ateliers et les objets de Miró accompagné d’un texte de Joan Punyet Miró, est co-édité en 2015 par la Fundació Pilar i Joan Miró à Majorque et La Fàbrica à Madrid.
La même année il est invité à La Sorbonne pour une conférence dans le cadre du Colloque " Barceló, portraits/autoportraits".
Exposition à Majorque dans le cadre du Festival Chopin 2017, Sala Capitular de la Chartreuse de Valldemossa: "Jean Marie del Moral, fotografies, 1978/2016". L’une de ses photographies est choisie pour l'affiche du Festival. Suit une autre exposition au CICUS de l'Université de Séville, où sont montrés d'octobre à décembre, 32 de ses portraits d'artistes espagnols. Deux autres expositions lui sont consacrées en 2018. La première: "Carte Blanche à Jean Marie del Moral" a lieu au Es Baluard Museu d'Art Modern i Contemporani de Palma de Mallorca et réunit un ensemble de ses photographies des ateliers et portraits des artistes de la collection du musée, La seconde: "Jean Marie del Moral, entre artistas" a lieu à Madrid à La Tabacalera où sont exposés 58 de ses portraits d'artistes européens, américains et asiatiques. L'écrivain Pere Antoni Pons publie en 2018 chez enSiola editor "Conversaciones con Jean Marie del Moral".

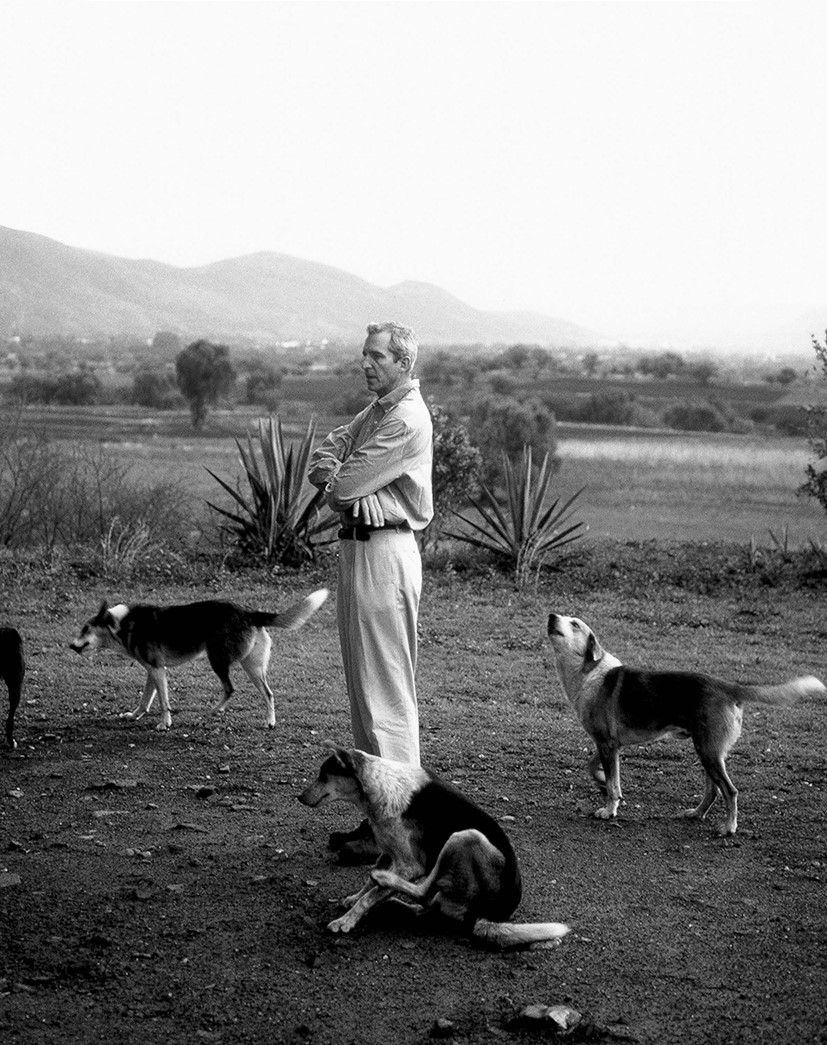
JAMES HD BROWN, 2000

La même année «Jean Marie del Moral PHotoBolsillo» est publié dans le cadre de la collection de monographies en format poche sur les grands photographes espagnols. Voyage à Cuba en 2022. À San Francisco de Paula, près de La Havane, il photographie la Finca Vigía où Ernest Hemingway écrivit «Le Vieil Homme et la Mer» et vécut les trente dernières années de sa vie. Le magazine Holiday publie les photographies sur 12 pages.. Lors de ce même voyage, il photographie l'écrivain Leonardo Padura dans sa maison de Mantilla. Il expose au Palau Solterra, Fundació Vila Casas à Torroella de Montgri "Life vest under your seat", 67 photographies faites entre 1973 et 2021 à travers le monde. En mai 2022, Del Moral est l'un des invités du festival Formentera Fotogràfica où sont projetées 115 de ses photographies sur Miquel Barceló.
Il séjourne à Horta de Sant Joan et Montroig, deux villages de Catalogne ayant beaucoup inspirés Pablo Picasso et Joan Miró. Il photographie les paysages liés à l’imaginaire des deux artistes. Cette série donne lieu en 2023 à une exposition « Horta Picasso Miró Montroig » à Caldes d’Estrac, Fundació Palau et dont le commissaire est Manuel Guerrero. Publication d’un livre-catalogue par les éditions RM, Barcelone .
En 2024, dans le cadre de la Foire internationale d’art contemporain de Madrid (ARCO), il est l’artiste invité pour le stand du quotidien El País où il expose vingt-trois photographies “Jean Marie del Moral, suite Barceló 1985-2023” .
El País Semanal publie pour l’occasion et sur 16 pages un article de Borja Hermoso et Sofía Moro.
Le cinéaste Cesc Mulet termine la même année le tournage et montage de “Compàs de silenci, Jean Marie del Moral-Miquel Barceló “, film de 77 minutes produit par La Perifèrica, TV3 et IB3 .

## Publications (sélection)
- Richard Texier, photographies et texte Jean Marie del Moral, Aaltus Cassendi, Paris, 1991 (ISBN 978-2-9503946-2-0)
- Ateliers, photographies Jean Marie del Moral, texte Gérard de Cortanze, éditions du Chêne, Paris, 1994  (ISBN 9782851088529)
- Miró, l'atelier, photographies Jean Marie del Moral, texte Joan Punyet Miró, Assouline, Paris, 1996  (ISBN 2908228688)
- Miró, das atelier, Verlag Christian Brandsbatter, Viena, 1997 (ISBN 3854477449)
- El taller de Miró, HK Onlybook, Madrid, 1997 (ISBN 9788496048423)
- Miró's studio, Assouline, New York, 2004 (ISBN 9782843236259)
- La maison des peintres, photographies et textes Jean Marie del Moral, Flammarion, Paris, 2000  (ISBN 978-2080128195)
- Barceló, photographs by Jean Marie del Moral, Thames and Hudson, London, 2003  (ISBN 9780500238103)
- Barceló, fotografías Jean Marie del Moral, La Fàbrica, Madrid, 2004 (ISBN 9788495471772)
- Barceló, fotografien von Jean Marie del Moral, Steidl, Göttingen, 2004 (ISBN 9783882439595)
- The Camondo Legacy, the passions of a Paris collector, photographs by Jean Marie del Moral, text by Marie Noel de Gary, Thames and Hudson, London, 2008 (ISBN 9782916914039)
- Barceló detras del espejo, fotografías y texto Jean Marie del Moral, La Fàbrica, Madrid, 2007  (ISBN 9788492498659)
- BarcelóMundo, photographies et texte Jean Marie del Moral, Actes-Sud, Paris, 2009  (ISBN 9782742786350)
- El Ojo de Miró, fotografias Jean Marie del Moral, texto Joan Punyet Miró, La Fàbrica, Madrid, 2015  (ISBN 978-84-16248-17-9)
- The Miró Eye, photographs by Jean Marie del Moral, text by Joan Punyet Miró, La Fàbrica, Madrid, 2015  (ISBN 978-84-16248-07-0)
- L'ull Gaudi, text Biel Mesquida, fotografies Jean Marie del Moral, Seu de Mallorca, Palma de Mallorca, 2015
- Almas de casa, fotografías Jean Marie del Moral, texto Biel Mesquida, Fundación Antonio Pérez, Cuenca, 2017 (ISBN 9788416463220)
- Procesos, fotografías Jean Marie del Moral, texto Nekane Aramburu, Es Baluard, Palma de Mallorca, 2018 (ISBN 9788493938895)
- Fuga Mundi, texts Mateu Coll, Catherine de Montalembert,Sebastià Perelló, Biel Mesquida,fotografies Jean Marie del Moral, enSiola, Muro, Mallorca, 2021  (ISBN 978-84-123038-4-1)
- La casa de l'escultor, fotografies Jean Marie del Moral, text Josep Miquel García, Fundació Apel.les Fenosa, El Vendrell, 2021
- Horta Picasso Miró Montroig, fotografies Jean Marie del Moral, textes Manuel Guerrero, Anna Maluquer i Ferrer, RM Editorial, Barcelona, 2023  (ISBN 9788419233608)
- Passes per Palma, texte Biel Mesquida, fotografies Jean Marie del Moral, Vibop, Alella, 2023  (ISBN 8412619757)

## Publications sur Jean Marie del Moral
- Conversaciones con Jean Marie del Moral, Pere Antoni Pons, Muro, Mallorca, 2018  (ISBN 978-84-948607-0-6)
- PHotoBolsillo Jean Marie del Moral, Biel Mesquida, La Fabrica, Madrid, 2018  (ISBN 978-84-17048-78-5)

## Film sur Jean Marie del Moral
- “Compàs de silenci Jean Marie del Moral – Miquel Barceló”, 77 minutes, réalisation Cesc Mulet, production La Perifèrica, Palma de Majorque, TV3 Barcelone, IB3 Palma de Majorque, 2024 [63].

## Expositions (sélection)
1987
- Jean Marie del Moral, Les temps du peintre, Musée de Donjon, Niort, catalogue, textes Christian Caujolle et Guy Gendron[64].

1988
- Jean Marie del Moral, Barceló Barcelona, Mallorca, Paris, Galeria Eude, Barcelone, catalogue[65].
- Arles, Rencontres Internationales de la photographie, Jean Marie del Moral, Barceló, Chapelle Saint Martin du Méjan, catalogue, texte Daniel Dobbels[66].

2003
- Jean Marie del Moral, 16 photographies sur Miquel Barceló, Galerie Suzanne Tarasiève, Paris[67].

2004
- Jean Marie del Moral, Barceló, IVAM, Instituto Valenciano de Arte Moderno, Valencia[68].
- Jean Marie del Moral, Barceló, Centro Cultural Conde Duque, Madrid[69].
- Jean Marie del Moral, Barceló, Sala San Benito, Valladolid[70].
- Jean Marie del Moral, Barceló, Museu da Cidade, Lisbonne[70].

2006
- Jean Marie del Moral, Cuenca en la Mirada, catalogue, texte Juan Manuel Bonet[71].

2015
- Jean Marie del Moral, Brindis, Fundación Belondrade, catogue, texto Catherine de Montalembert[72].

2017
- Jean Marie del Moral, Retratos de artistas españoles 1978-2017, CICUS, Universidad de Sevilla, Séville, catalogue, textos Luis Meléndez Rodriguez, Luis F. Martinez Montiel[73].
- Jean Marie del Moral, fotografies 1978-2016, Sala Capitular, Chartreuse de Valldemossa, Majorque, catalogue, text Pere Anfoni Pons[74].

2018
- Jean Marie del Moral, Procesos, Es Baluard Museu d'Art Modern i Contemporani, Palma de Majorque, catalogue, texto Nekane Aramburu[75].
- Jean Marie del Moral, Entre artistas, Tabacalera, Madrid, catalogue, textos Begoña Torres González, María Toral, Pere Antoni Pons[76].

2021
- Jean Marie del Moral, Life vest under your seat, Fundació Vila Casas, Toroella de Montgri, catalogue, text Pere Antoni Pons[77].

2023
- Jean Marie del Moral “Maridajes, retratos de artistas, colección Foto Colectania”, Bodegas Roda, Haro [78].
- Jean Marie del Moral “Horta Picasso Miró Montroig”, Fundació Palau, Caldes d’Estrac, catalogue, textes Manuel Guerrero, Anna Maluquer i Ferrer
- Jean Marie del Moral “Horta Picasso Miró Montroig”, Institut Français, Barcelone [79].

2024
- Jean Marie del Moral “Suite Barceló 1985-2023” stand El País, ARCO, Madrid [80].

## Collections publiques (Liens externes)
- Fundació Pilar i Joan Miró, Palma de Majorque
- Es Baluard Museu d'Art Modern i Contemporani, Palma de Majorque
- Fundación Antonio Pérez, Museo de fotografia de Huete, Cuenca
- Fundació Apel.les Fenosa, El Vendrell
- Museo Nacional Centro de Arte Reina Sofía, Madrid
- Fundación Foto Colectania, Barcelone
- Generalitat de Catalunya, Pla de Fotografia, Barcelone
- La Fabrica, Madrid